# Hexatoma helophila
Hexatoma helophila är en tvåvingeart som först beskrevs av Alexander 1921.  Hexatoma helophila ingår i släktet Hexatoma och familjen småharkrankar. Inga underarter finns listade i Catalogue of Life.